# Singil állomás
Singil állomás a szöuli metró 1-es és 5-ös vonalának állomása. Vasútállomásként a Kjongbu (Gyeongbu) vonalat szolgálja ki. Az 1-es és 5-ös vonal közötti távolság meglehetősen hosszú átszálláskor, mintegy 260 méter van a két állomás között.

## Viszonylatok
| 1-es vonal                                                                                         | 1-es vonal                                           | 1-es vonal |
| -------------------------------------------------------------------------------------------------- | ---------------------------------------------------- | --- |
| Tebang (Daebang) Szojoszan (Soyosan) és Kvangun (Gwangun) Egyetem, illetve Jongszan (Yongsan) felé | Kjongbu (Gyeongbu) szakasz személy- és expresszvonat | Jongdungpho (Yeongdeungpo) Incshon (Incheon), Szodongthan (Seodongtan) vagy Sincshang (Sinchang), illetve Tongincshon (Dongncheon) és Cshonan (Cheonan) felé |
| Korail                                                                                             |                                                      | |
| Tebang (Daebang) Szöul felé                                                                        | Kjongbu (Gyeongbu) vonal                             | Jongdungpho (Yeongdeungpo) Puszan (Busan) felé |
| 5-ös vonal                                                                                         |                                                      | |
| Jongdungpho (Yeongdeungpo) piac Panghva (Banghwa) felé                                             | Fő vonal                                             | Joido (Yeouido) Szangil-tong (Sangil-dong) vagy Macshon (Macheon) felé                                                                                       |